# Chaetostomella erdenezuu
Chaetostomella erdenezuu är en tvåvingeart som först beskrevs av Dirlbekova 1982.  Chaetostomella erdenezuu ingår i släktet Chaetostomella och familjen borrflugor.
Artens utbredningsområde är Mongoliet. Inga underarter finns listade i Catalogue of Life.